# Vilson Dias de Oliveira
Vilson Dias de Oliveira DC (ur. 26 listopada 1958 w Guaírze) – brazylijski duchowny katolicki, biskup Limeiry w latach 2007–2019.

## Życiorys
22 kwietnia 1984 otrzymał święcenia kapłańskie w zgromadzeniu doktrynariuszy. Pracował przede wszystkim w zakonnych parafiach na terenie Brazylii. W latach 2005–2006 był tymczasowym administratorem diecezji Caraguatatuba.
13 czerwca 2007 papież Benedykt XVI mianował go biskupem diecezji Limeira. Sakry biskupiej udzielił mu 1 września 2007 arcybiskup Aparecidy - Raymundo Damasceno Assis.
17 maja 2019 papież przyjął jego rezygnację z pełnionego urzędu.